# Cornia (Fluss)
Der Cornia ist ein 49 km langer Fluss in der Toskana, der die Provinzen Pisa, Grosseto und Livorno von Norden nach Südwesten durchläuft und östlich von Piombino im Arcipelago Toscano ins Tyrrhenische Meer mündet.

## Verlauf
Der Cornia entspringt am Berg Monte Aia dei Diavoli (875 m) wenige hundert Meter nördlich von Sasso Pisano, einem Ortsteil von Castelnuovo di Val di Cecina, wo er insgesamt 8 km im Gemeindegebiet verbringt und wo nach dem Ortsteil Leccia der Turbone (20 km Gesamtlänge) aus dem Gemeindegebiet von Pomarance von rechts hinzustößt. Von hier zieht er zunächst nach Westen und dann nach Südwesten, um hier die Gemeindegrenze mit Pomarance (2 km im Gemeindegebiet) und dann Monteverdi Marittimo (2 km im Gemeindegebiet) zu bilden. Danach stellt er die Grenze der Gemeinden Monteverdi Marittimo (Provinz Pisa) und Monterotondo Marittimo (Provinz Grosseto, 9 km im Gemeindegebiet) und später die zu Suvereto dar, wobei er von der Provinz Grosseto zur Provinz Livorno übergeht. Bei dem Eintritt in das nördliche Gemeindegebiet von Suvereto empfängt der Fluss von rechts die Wasser des insgesamt 12 km langen Torrente Massera, dann später nach der Brücke Ponte delle due Province von links den Torrente Milia (20 km Gesamtlänge). In der Gemeinde Suvereto verbleibt der Fluss insgesamt 13 km. Nach Suvereto durchfließt der Cornia das Gemeindegebiet von Campiglia Marittima (9 km). Der Fluss gelangt östlich von Piombino (6 km im Gemeindegebiet) ins Tyrrhenische Meer.
Die Mündung ist hierbei in zwei Flussläufe unterteilt. Diese teilen sich zwischen Venturina (11 m, Ortsteil von Campiglia Marittima) und Colmata (2 m, Ortsteil von Piombino) auf. Der kleinere und ursprüngliche Teil, Cornia Vecchio genannt, fließt hier weiter südwestlich und mündet nach der Ponte d'Oro nahe dem Hafen vom Piombino. Der größere Teil ist der Cornia canalizzata, er biegt nach Süden ab und mündet nahe dem Torre del Sale (Salzturm, 1830 erbaut) und dem Casa del Sale genannten Gebäude aus dem 17. Jahrhundert nahe der antiken und bereits 1094 erwähnten Salzstätten ins Tyrrhenische Meer.

## Geschichte
Erste Versuche einer Trockenlegung der Sümpfe in der Mündungsgegend, Padule di Caldana genannt (liegt heute nahe dem heutigen Venturina), fanden bereits in der Mitte des 16. Jahrhunderts unter Cosimo I. de’ Medici statt. Hierbei wurden die ersten Dämme errichtet. Weitergeführt wurden die Arbeiten dann aber erst unter Leopold II. im 19. Jahrhundert, als dieser am 27. November 1828 per Erlass die Weiterführung der Arbeiten anordnete. Die Arbeiten zur Auffüllung der Padule di Piombino begannen 1832, weitere Dämme wurden am Anfang des 20. Jahrhunderts errichtet. Der heutige Flussverlauf des Cornia canalizzata mit seinem Einfluss ins Meer bei Torre del Sale wurde 1957 fertiggestellt.

## Val di Cornia
Das Corniatal (Val di Cornia) umfasst auch Gemeinden, durch die der Fluss nicht fließt. Dazu gehören San Vincenzo und Sassetta (beide Provinz Livorno). Im Norden grenzt das Corniatal an die Colline Metallifere und das Tal der Cecina, im Osten an die Maremma und im Westen an die Etruskische Riviera (Etruskerküste - Costa degli Etruschi).

## Bilder

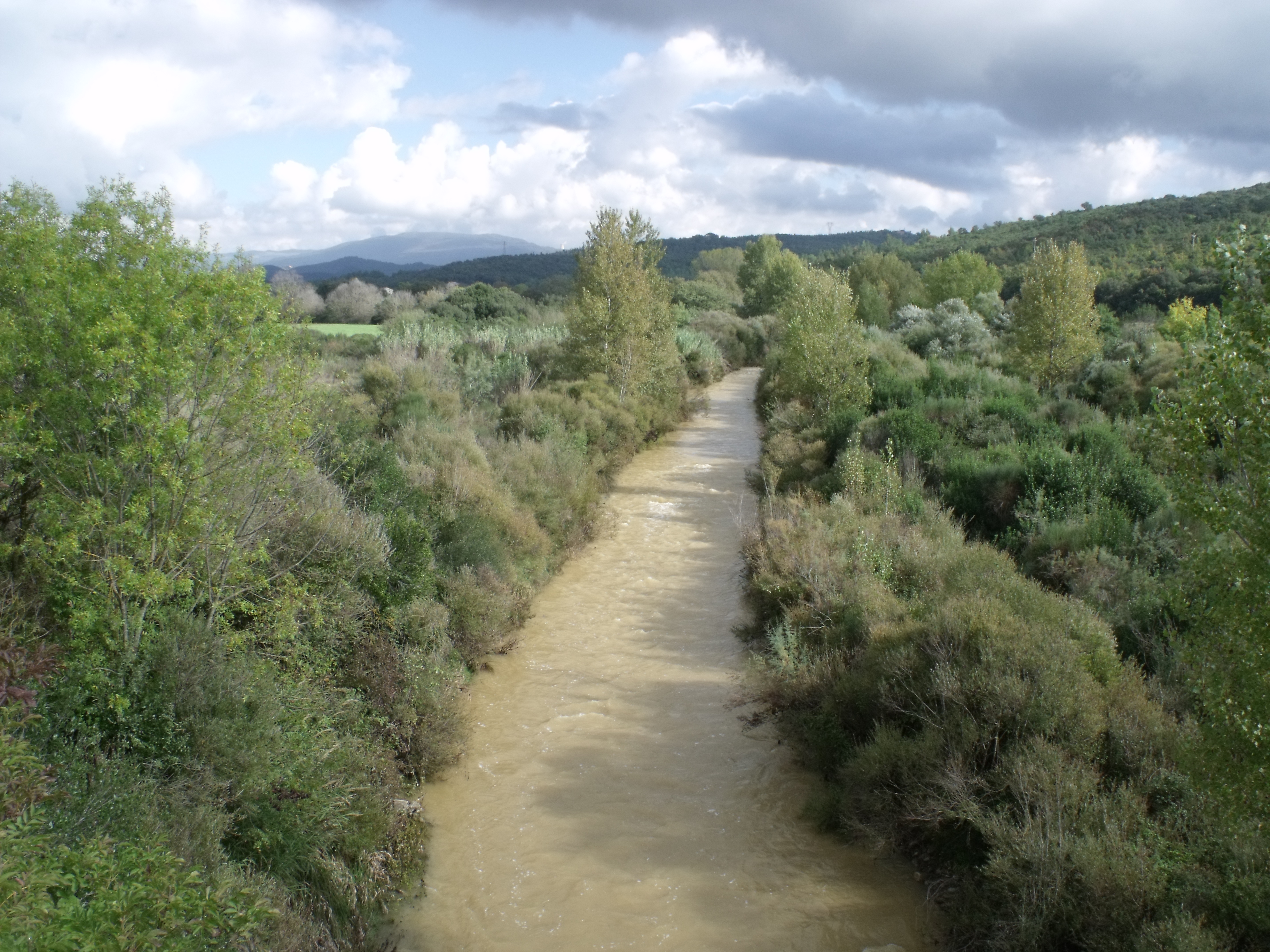
Der Cornia im Val di Cornia zwischen Monteverdi Marittimo und Suverto
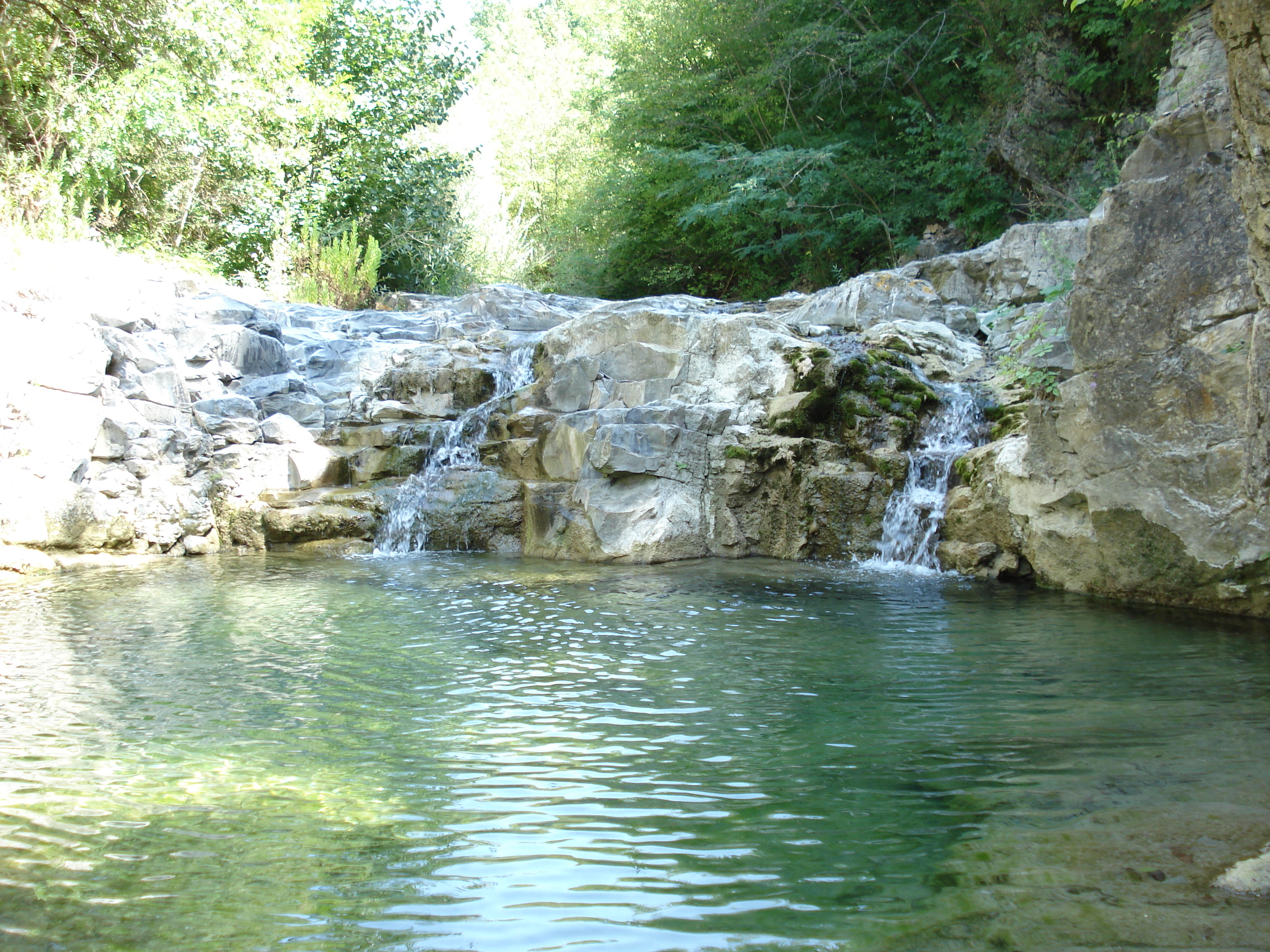
Der Cornia kurz nach der Quelle nahe Sasso Pisano (Castelnuovo di Val di Cecina)